# Secondo Bologna
Secondo Bologna (Cuneo, 9 agosto 1898 – Campobasso, 10 ottobre 1943) è stato un vescovo cattolico italiano.

## Biografia
Nacque a San Pietro del Gallo, frazione di Cuneo, il 9 agosto 1898.
Dopo aver frequentato le scuole elementari del suo paese e quelle di Caraglio, entrò in seminario nel 1909 per terminare la quinta elementare, il ginnasio e il liceo. Chiamato alle armi nel 1915 come soldato e poi come sottotenente in Turchia, tornò ai suoi studi solo nel 1920. Quattro anni dopo, il 24 giugno 1924 fu ordinato sacerdote. Dopo aver insegnato per qualche tempo in seminario, nel 1927 venne nominato viceparroco della nuova parrocchia del Sacro Cuore in Cuneo, divenendone parroco nel 1932, alla morte del fondatore Dalmazio Peano. L'8 gennaio 1940 venne nominato vescovo di Boiano-Campobasso. Ricevette la consacrazione episcopale il successivo 31 marzo per mano del vescovo di Cuneo Giacomo Rosso nella chiesa del Sacro Cuore, che ricorda ancora oggi l'avvenimento con una lapide nella navata centrale. A Campobasso arrivò quando la guerra era già scoppiata: per tutta la durata del conflitto rimase vicino alla gente. Quando nel 1943 le truppe tedesche occuparono la città si premurò di evitare stragi e distruzioni all'interno di essa. Il 10 ottobre 1943 disse, nell'omelia della messa mattutina, "Signore, se per la salvezza di Campobasso serve una vittima prendi me e salva il mio popolo". Morì la sera stessa nella cappella del seminario in seguito allo scoppio di una granata d'artiglieria lanciata, probabilmente, dall'esercito canadese.
Sta per avviarsi il processo di beatificazione.

## Genealogia episcopale
La genealogia episcopale è:
- Cardinale Scipione Rebiba
- Cardinale Giulio Antonio Santori
- Cardinale Girolamo Bernerio, O.P.
- Arcivescovo Galeazzo Sanvitale
- Cardinale Ludovico Ludovisi
- Cardinale Luigi Caetani
- Cardinale Ulderico Carpegna
- Cardinale Paluzzo Paluzzi Altieri degli Albertoni
- Papa Benedetto XIII
- Papa Benedetto XIV
- Papa Clemente XIII
- Cardinale Marcantonio Colonna
- Cardinale Giacinto Sigismondo Gerdil, B.
- Cardinale Giulio Maria della Somaglia
- Cardinale Luigi Lambruschini, B.
- Papa Leone XIII
- Vescovo Giovanni Oberti, Sch. P.
- Vescovo Giacomo Rosso
- Vescovo Secondo Bologna